# Les Holroyd
Pour les articles homonymes, voir Holroyd.
Les Holroyd, de son vrai nom Richard Leslie Holroyd, est un bassiste britannique né à Oldham le 12 mars 1948.
Les Holroyd est l'un des membres fondateurs du groupe de rock progressif britannique Barclay James Harvest.

## Biographie
Il a suivi ses études à la Derker Secondary Modern School d’Oldham. Il a appris la musique seul, commençant avec une guitare espagnole à l’âge de dix ans avant de choisir la basse et d’évoluer dans divers groupes jouant aussi bien du violoncelle que du piano. Il rencontra Mel tout jeune et joua avec lui dans Heart And Soul And The Wickeds avant la formation de Barclay James Harvest. 
Les voyages eurent beaucoup d’influence sur lui et il cite des groupes comme Toto et Chicago ou l’écriture musicale de Crosby, Stills & Nash, Paul Simon, Steve Winwood et Phil Collins lorsque l’on parle musique. 
Avec Mel Pritchard, Les a sorti l’album Revolution Days et en assure la promotion en faisant des concerts. Malgré la disparition de Mel Pritchard en janvier 2004, Les Holroyd continue l’aventure avec Mike Byron-Hehir (guitares), Ian Wilson (guitares), Colin Browne (claviers), Chris Jago (batterie), Steve Butler (chœurs, percussions) sous le nom Barclay James Harvest featuring Les Holroyd.
En octobre 2009, il était en France, au Casino de Paris avec l'Orchestre Philharmonique de Prague.
Les Holroyd a aussi participé à plusieurs opéras rock d'Alan Simon (Excalibur 2 : L'anneau des Celtes, Excalibur 3 : The origins et Anne de Bretagne). Il était présent au côté de Tri Yann et Ange (entre autres) lors des concerts au château des ducs de Bretagne (2010), au Casino de Paris pour le concert du 18 mai 2011 pour promouvoir l'album Anne de Bretagne et enfin durant la tournée Excalibur à guichets fermés en Allemagne en janvier 2010.